# Abecední seznam sportovních disciplín
Abecední seznam sportovních disciplín uvádí v abecedním pořadí názvy některých známých i méně známých sportovních disciplín; nejde o úplný seznam. U některých disciplín je v tabulkové formě uvedeno i jejich zastoupení na významných mezinárodních sportovních událostech.

## A
OH – olympijské hry, MS – mistrovství světa, ME – mistrovství Evropy, SP – světový pohár, EP – evropský pohár, SH – světové hry, KH – kontinentální hry
| Sport                | OH | MS | ME | SP | EP | SH | KH | ostatní |
| -------------------- | -- | -- | -- | -- | -- | -- | -- | ------- |
| A1 Grand Prix        |    |    |    |    |    |    |    | X       |
| Aerobic              |    | X  | X  |    |    | X  |    |         |
| Aikido               |    |    |    |    |    |    |    |         |
| Akrobatické létání   |    | X  | X  |    |    |    |    | X       |
| Akrobatické lyžování | X  | X  |    | X  |    |    | X  | X       |
| Alpské lyžování      | X  | X  |    | X  | X  |    | X  | X       |
| Americký fotbal      |    |    | X  | X  |    |    |    |         |
| Australský fotbal    |    |    |    | X  |    |    |    |         |
| Autopólo             |    |    |    |    |    |    |    |         |
| Atletika             |    |    |    |    |    |    |    |         |

## B
OH – olympijské hry, MS – mistrovství světa, ME – mistrovství Evropy, SP – světový pohár, EP – evropský pohár, SH – světové hry, KH – kontinentální hry
| Sport           | OH | MS | ME | SP | EP | SH | KH      | Ostatní |
| --------------- | -- | -- | -- | -- | -- | -- | ------- | ------- |
| Badminton       | X  | X  | X  |    | X  | X  | X, X, X | X       |
| Balonové létání |    | X  | X  |    |    |    |         |         |
| Bandy           |    | X  |    | X  | X  |    |         |         |
| Barmský box     |    |    |    |    |    |    |         |         |
| Baseball        | X  |    | X  | X  | X  | X  | X, X    | X, X, X |
| Basketbal       | X  | X  | X  |    |    | X  | X, X, X | X, X    |
| Basketbal 3x3   | X  |    |    |    |    |    |         |         |
| Biatlon         | X  | X  | X  | X  | X  |    | X       | X       |
| BMX             | X  | X  | X  |    |    |    |         |         |
| Boby            | X  | X  | X  | X  |    |    |         |         |
| Bowling         |    |    |    |    |    |    |         |         |
| Box             | X  | X  | X  |    |    |    | X, X, X |         |
| Budžucu         |    |    |    |    |    |    |         |         |

## C
OH – olympijské hry, MS – mistrovství světa, ME – mistrovství Evropy, SP – světový pohár, EP – evropský pohár, SH – světové hry, KH – kontinentální hry
| Sport     | OH | MS | ME | SP        | EP | SH | KH | Ostatní |   |
| --------- | -- | -- | -- | --------- | -- | -- | -- | ------- | - |
| Canyoning |    |    |    |           |    |    |    |         |   |
| Capoeira  |    | X  | X  |           |    |    | X  | X       |   |
| Curling   | X  | X  | X  |           |    |    | X  | X, X    |   |
| Cyklokros |    | X  | X  | Motocross | X  |    |    |         | X |

## D
- Dodgeball
- Dostihový sport
- DTM (Deutsche Tourenwagen-Meisterschaft nebo Deutsche Tourenwagen Masters)
- Dráhová cyklistika
- Duatlon

## E
- Enduro (kolo,motorka)
- Eskrima (Arnis, Kali)
- Esport

## F
- Finswimming
- Florbal
- Footbag
- Formule 1
- Formule 2
- Formule 3
- Formule 3000
- Fotbal
- Foosball (mechanický fotbálek)
- Freediving
- Frisbee
- Futsal

## G
- Galský fotbal
- Goalball
- Golf
- Grand Am série
- Gušti Čapan
- Gymnastika

## H
- Halový hokej
- Hapkido
- Házená
- Hod diskem
- Hod kladivem
- Hod oštěpem
- Hokej
- Hokejbal
- Horkovzdušné balony
- Horolezectví

## Ch
- Champcar série
- Chůze
- Cheerleading

## I
- Iaidó
- Inline hokej
- In-line Skating
- IndyCar

## J
- Jachting
- Jeu de paume
- Jezdectví
- Jiu-jitsu
- Jóga
- Judo

## K
- Kajakářství
- Kanadský fotbal
- Kanoistika
- Karate
- Kendó
- Kick-box
- Kikbal
- Kiteboarding
- Kitesurfing
- Kobudó
- Koloběh
- Kolová
- Korfbal
- Krasobruslení
- Kriket
- Kroket
- Kulečník
- Kuličky
- Kulturistika
- Kung-fu
- Kuželky
- Kvadriatlon

## L
- La canne
- Lakros
- Lawn bowling
- Lední hokej
- Ledová plochá dráha
- Lehká atletika
- Letecká akrobacie
- Lukostřelba

## M
- Maratonský běh
- Mažoretkový sport
- MMA (mixed martial arts, česky smíšená bojová umění)
- Moderní gymnastika
- Moderní pětiboj
- Motokros
- Motorové čluny
- Motoskijöring (jízda na lyžích v závěsu za motocyklem)
- Muay Thai (thajský box, thaibox)

## N
- Národní házená
- NASCAR
- Netball
- Ninjutsu
- Nohejbal
- Nordic Walking

## O
- Olympijský šplh
- Orientační běh

## P
- Paragliding
- Parašutismus
- Pelota baskická
- Pencak Silat
- Petanque
- Plavání
- Plavecký maraton
- Plážový fotbal
- Plážový volejbal
- Plochá dráha
- Ploutvové plavání
- Podvodní ragby
- Pole sport a Pole dance
- Potápění
- Pozemní hokej
- Požární sport
- Pólo
- Přetahování lanem

## Q
Quadrobic

## R
- Racquetball
- Racketlon
- Rádiový orientační běh
- Raffbal
- Rafting
- Ragby
- Rallye
- Ricochet
- Ringet
- Ringo
- Rink hokej (Roll hokej)
- Rychlobruslení
- Rychlostní kanoistika

## S
- Sambo
- Saně
- Savate
- Skateboarding
- Scootering
- Severská kombinace
- Série GP 2
- Severské lyžování
- Short track
- Showdown
- Schwingen
- Silniční cyklistika
- Silový trojboj
- Sjezd na divoké vodě
- Skeleton
- Skiboby
- Skok daleký
- Skok do výšky
- Skok o tyči
- Skoky do vody
- Skoky na lyžích
- Skoky na trampolíně
- Slowpitch
- Smíšená bojová umění (MMA)
- Sněžné skútry
- Snooker
- Snowboarding
- Snowkiting (jízda za drakem)
- Snowtubing (jízda na duši)
- SoccerSquash
- Softball
- Sportovní gymnastika
- Sportovní lezení
- Squash
- Step
- Stolní fotbal
- Stolní tenis
- Streetbal
- Střelba
- Sumó
- Surfing
- Synchronizované plavání

## Š
- Šachy
- Šerm
- Šipky

## T
- Taekwondo
- Tabata
- Tanec
- T-ball
- Tenis
- Teqball
- Tchaj-ťi (Taiji, Taj-či, Tai-chi)
- Trampolína
- Trans Am série
- Trap
- Triatlon
- Trojskok
- Twinboarding

## V
- Vertikální sprint
- Veslování
- Víceboj
- Viet vo dao
- Vodáctví
- Vodní lyžování
- Vodní pólo
- Vodní slalom
- Volejbal
- Vrh koulí
- Vzpírání
- Vybíjená

## W
- Windsurfing
- Wu-shu
- Wrestling
- Wakeboarding

## Z
- Zápas
- Zumba

## Ž
- Žonglování